# 阮春瑩
阮春瑩（發音：[ŋwiən˦ˀ˥ swən˧˧ ʔwajŋ̟˧˦]；1921年7月14日—2003年8月29日），曾譯作阮春鶯，又名傑克·歐文斯（Jack Owens），越南經濟學家、政治家，曾任越南共和國副總理、代理總理和越南社會主義共和國國會代表。
阮早年赴日留學，在第二次世界大戰後就读于美国哈佛大学经济系，获得经济学博士学位。后在世界银行、国际货币基金组织工作。回国后，1964年，被阮慶总统任命为越南共和国总理。直到阮文绍夺取政权。

## 早年經歷
1921年7月14日，阮春瑩出生於越南北方的北江省府諒昌（今北江省北江市）的一個佛教家庭中。父親是越南北方人，母親是西貢人。阮春瑩早年就讀於西貢阿爾貝·薩羅中學（1930－1939年）。:595
1939年阮春瑩赴日留學，並於1945年畢業於京都帝國大學，獲得經濟學學士學位。1946年至1948年間，他以經濟學專家的身份爲佔領日本的美軍工作。獲得美國經濟合作總署的助學獎學金後，阮春瑩於1951年9月抵達美国，並於1954年獲得哈佛大学经济学博士學位。在研究生學習期間阮春瑩在哈佛大學擔任講師，1954年前往維思大學（1954年）擔任講師。

## 越南共和國
1963年越南共和國政變後，阮春瑩回到越南擔任阮玉書總理的顧問。

## 1975年後
1975年越南共和國政府倒臺後，阮春莹参与新政府。曾担任阮文灵总书记和武文杰总理的经济顾问。他以直言不讳批评政府闻名。1999年，他告诉路透社说，经济改革计划陷入了僵局，执政的共产党應該任命非該黨黨員爲國家高級官員。
2003年8月29日，阮春莹在胡志明市去世。

## 個人生活
1970年阮春瑩與越南共和國著名影星沈翠姮結婚，兩人育有4個兒子。